# باسيل بي. برونو
باسيل بي. برونو (بالإنجليزية: Basil B. Bruno)‏ هو سياسي أمريكي، ولد في 17 أكتوبر 1887 في الولايات المتحدة، وتوفي في 1955. حزبياً، نشط في الحزب الجمهوري. وقد انتخب عضو جمعية نيوجيرسي العامة.